# Beurre noir

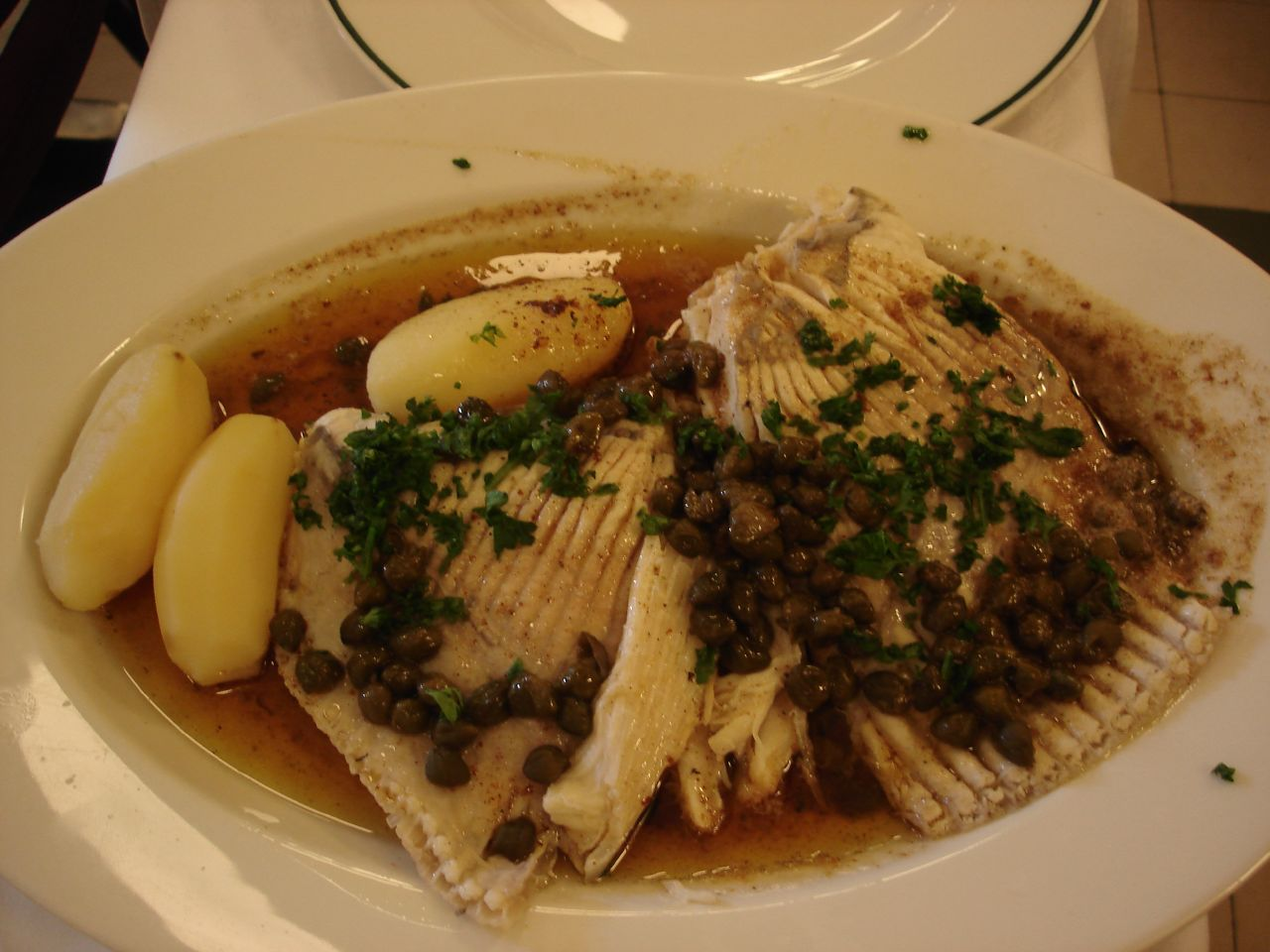
Um prato de raia com beurre noir.

Beurre noir é a manteiga derretida que é cozida em fogo baixo até que os sólidos do leite se tornem um castanho muito escuro. Assim que isso ocorrer, um ácido é cuidadosamente adicionado à manteiga quente, geralmente suco de limão ou um tipo de vinagre. Algumas receitas também incluem um raminho de salsa, que é removido da manteiga quente antes que o ácido seja adicionado.
Beurre noir é normalmente servido com ovos, peixe, ou certos tipos de legumes.